# 正田富美子
正田富美子（1909年—1988年），婚前原名副島富美，上皇明仁的皇后美智子的母親，即日皇的岳母，出身佐賀名門副島氏。丈夫是前日清製粉集團的名譽會長正田英三郎。

## 早年生活
出生於中國上海，在滬生活十六年，通漢語。父親副島纲雄是日本「國策會社」理事，也是「江商」上海支店店長。1923年9月歸國，居東京，就讀麴町雙葉女子高等學校。在雙葉高女的「禮拜」集會中，為正田英三郎的母親相中，19歲完婚。

## 婚姻生活
富美子與英三郎婚後曾旅居德國兩年，在柏林生下長子，返日後又陸續添了兩女一男。美智子皇后是她的長女。她曾被社交圈譽為「有明治時代古雅端莊氣質的貴夫人」，但卻因為女兒美智子入宮而飽受精神折磨。在美智子婚事發佈後，就有旁系皇族與舊華族群起攻擊她在上海生活的經歷，又不斷有消息傳來美智子在宮中受到欺壓，身心重創。為了杜絕莫須有的抹黑，富美子幾乎未再涉足社交圈。